# NGC 2804
NGC 2804 (również IC 2455, PGC 26196 lub UGC 4901) – galaktyka soczewkowata (S0), znajdująca się w gwiazdozbiorze Raka. Odkrył ją John Herschel 24 lutego 1827 roku.